# Greg Oravetz
Greg Oravetz (* 25. August 1966 in Huntington Beach) ist ein ehemaliger US-amerikanischer Radrennfahrer und nationaler Meister im Radsport.

## Sportliche Laufbahn
Oravetz war im Straßenradsport aktiv. Von 1990 bis 1997 war er Berufsfahrer. Greg Lemond vermittelte ihm nach einem Trainingslager einen Platz in der französischen Amateurmannschaft Athletic Club de Boulogne-Billancourt. Oravetz übersiedelte nach Frankreich und bestritt dort Rennen. Als Amateur gewann er 1987 zwei Etappen im Rás Tailteann. 1988 siegte er in den Eintagesrennen Paris–Chauny, Paris–Laon, Paris–Dreux und wurde Zweiter bei Paris–Tours Espoirs hinter Yvon Ledanois. Nach einem kurzfristigen Engagement in einem belgischen Radsportteam wechselte er in die Vereinigten Staaten zurück und wurde Mitglied im Team Coors Light, das von Lemond unterstützt wurde. 
1989 gewann Oravetz die US Pro Championship (die offenen US-amerikanischen Meisterschaften, auch Philadelphia International Cycling Classic) vor Mike Engleman, zwei Etappen der Texas-Rundfahrt und weitere Tagesabschnitte kürzerer Rundfahrten in den USA. 1990 siegte er im Killington Stage Race mit einem Etappensieg. 1991 gewann er zwei Etappen der Herald Sun Tour in Australien, eine Etappe in der Vuelta de Bisbee und eine Etappe der Redlands Classic. Zudem gewann er die nationale Meisterschaft im Kriterium. In der US-amerikanischen Straßenmeisterschaft wurde er Dritter. 1992 gewann er den Prolog der West-Virginia Classic. Oravetz fuhr auch Mountainbikerennen und gewann einige Rennen. Nach einer Erkrankung zog er nach Maui, wo er seine spätere Frau kennenlernte, mit der er einen Sohn hat.